# Nightshade family
Nightshade family (Nachtschadefamilie) is het derde album van Jerome Froese. Het album bevat een registratie van diverse concerten, onder andere in Londen en Berlijn, waarbij de diverse tracks aan elkaar zijn gelast. De muziek is opgenomen in het tijdperk 2005/2006 en is terug te leiden tot Neptunes, Froeses eerste studioalbum. 

## Musici
- Jerome Froese – gitaar, synthesizers, elektronica

## Muziek
| Nr. | Titel                                   | Duur  |
| --- | --------------------------------------- | ----- |
| 1.  | Intro                                   | 2:23  |
| 2.  | Radio Pluto                             | 7:45  |
| 3.  | Decoding with Celine                    | 8:22  |
| 4.  | Through the moving light                | 5:10  |
| 5.  | The fade from death to afterlife        | 4:33  |
| 6.  | The murder mystery dinner train         | 7:15  |
| 7.  | Friendship 7                            | 10:20 |
| 8.  | Microchannel surfing (excerpt)          | 1:48  |
| 9.  | Room in the house, closed to the public | 6:16  |
| 10. | 40 Sublunary seconds                    | 0:34  |
| 11. | My reality at 52 degrees of latitude    | 6:01  |
| 12. | At Marianas Trench                      | 5:37  |
| 13. | Sky girls                               | 6:57  |